# Kuragund, Haveri
Kuragund là một làng thuộc tehsil Haveri, huyện Haveri, bang Karnataka, Ấn Độ.